# Masanao Abe
| 73827 Nakanohoshinokai | 12 gennaio 1996 |
| 90844 Todai            | 12 gennaio 1996 |
| 100267 JAXA            | 14 ottobre 1994 |

Masanao Abe (安部正真?, Abe Masanao; 1967) è un astronomo giapponese.
Originario della prefettura di Kanagawa, si è laureato in fisica nel 1990 all'Università di Tokyo. Nel 1994 divenne assistente all'ISAS. Dal 2008 è professore associato alla JAXA.
Ha contribuito allo sviluppo dello spettrometro nell'infrarosso della Sonda Hayabusa.
Il Minor Planet Center gli accredita la scoperta di due asteroidi, effettuate tra il 1994 e il 1996, in collaborazione con Isao Satō e Hiroshi Araki.
Gli è stato dedicato l'asteroide 8926 Abemasanao .